# Adelosebastes latens
Императорский окунь (лат. Adelosebastes latens) — вид морских лучепёрых рыб семейства скорпеновых отряда скорпенообразных. Единственный вид в роде Adelosebastes.

## Ареал
Обладает амфипацифическим (прерванным) ареалом в северной части Тихого океана. Обнаружен в районе Императорского подводного хребта (подводные поднятия Суйко, Йомей, Нинтоку, Джингу, Оджин, Лира и Коко), а также у Алеутских островов (вблизи о-вов Илак и Амля).

## Биология
Обитает на глубинах 352—1200 м, но наиболее часто — в диапазоне 700—1100 м.
Длина тела до 41 см, масса — 1085 г. Самцы крупнее самок. Долгоживущая рыба, обладающая низким темпом линейного роста. У особи длиной 36 см возраст составил 30 лет. Максимальная продолжительность жизни неизвестна. Однако предполагается, что она может составить 35—37 лет. Сроки полового созревания самцов и самок различны. По характеру размножения, возможно, является икромечущим видом с внутренним оплодотворением.
Питание практически не исследовано. Вероятно, хищно-бентосоядный, так как в желудках были обнаружены крабы и креветки.